# Xestoleberis setouchiensis
Xestoleberis setouchiensis is een mosselkreeftjessoort uit de familie van de Xestoleberididae. De wetenschappelijke naam van de soort is voor het eerst geldig gepubliceerd in 1979 door Okobu.